# ベストセレクション・博堂は風になった
『ベストセレクション・博堂は風になった』（ベストセレクション はくどうはかぜになった）は、2001年9月15日に渡辺音楽出版から発売された大塚博堂のアルバム。

## 概要
大塚博堂没後20年を迎えて渡辺音楽出版から作られたベスト・アルバムである。それまでCD化されなかった東芝EMI時代の曲「私の愛は間違いじゃない」「センチメンタルな私小説」、ボーナス・トラックとして、大塚たけし時代の曲「風は知らない」、未発表曲「僕のママ」も収録している。
歌詞カード上では「めぐり逢い紡いで」の編曲者が林哲司と書いてあるが、収録されているのは、あかのたちお編曲のものである。

## 初CD化に関して
CDの歌詞カードには、「小さな幸福でよければ」「ハーバーライト」「幸せですか」が初CD化と記してあるが、1990年および1994年に発売された復刻版CDでCD化されている。
東芝EMI移籍後に発売されたアルバム『感傷』は、本作発売時点ではCD化されていない。しかし、本作収録曲である「春は横顔」「私の愛は間違いじゃない」「トマトジュースで追いかえすのかい」「センチメンタルな私小説」以上4曲のうち、「春は横顔」「トマトジュースで追いかえすのかい」の2曲は、1997年発売『移りゆく時代 唇に詩〜阿久悠大全集〜」に収録され、CD化されているため、実質初CD化となったのは「私の愛は間違いじゃない」「センチメンタルな私小説」である。

## 収録曲
| #   | タイトル                                     | 作詞       | 作曲     | 編曲         |
| --- | -------------------------------------------- | ---------- | -------- | ------------ |
| 1.  | 「ダスティン・ホフマンになれなかったよ」     | 藤公之介   | 大塚博堂 | 惣領泰則     |
| 2.  | 「見送った季節のあとで」                     | 藤公之介   | 大塚博堂 | 森岡賢一郎   |
| 3.  | 「そんなにみつめちゃ歌えない」               | るい       | 大塚博堂 | クニ河内     |
| 4.  | 「小さな幸福でよければ」                     | るい       | 大塚博堂 | 福井峻       |
| 5.  | 「I'm a lonely man」                         | 松本隆     | 大塚博堂 | 馬飼野康二   |
| 6.  | 「ハーバーライト」                           | 藤公之介   | 大塚博堂 | 大村雅朗     |
| 7.  | 「もう少しの居眠りを」                       | るい       | 大塚博堂 | あかのたちお |
| 8.  | 「幸せですか」                               | 藤公之介   | 大塚博堂 | 福井峻       |
| 9.  | 「過ぎ去りし想い出は」                       | 大塚博堂   | 大塚博堂 | 森岡賢一郎   |
| 10. | 「もう子供でも鳥でもないんだから」           | るい       | 大塚博堂 | クニ河内     |
| 11. | 「娘をよろしく」                             | 広瀬俊夫   | 大塚博堂 | 森岡賢一郎   |
| 12. | 「旅でもしようか」                           | 藤公之介   | 大塚博堂 | あかのたちお |
| 13. | 「めぐり逢い紡いで」                         | るい       | 大塚博堂 | あかのたちお |
| 14. | 「春は横顔」                                 | 阿久悠     | 大塚博堂 | チト河内     |
| 15. | 「私の愛は間違いじゃない」(初CD化)           | 阿久悠     | 大塚博堂 | チト河内     |
| 16. | 「トマトジュースで追いかえすのかい」         | 阿久悠     | 大塚博堂 | チト河内     |
| 17. | 「センチメンタルな私小説」(初CD化)           | 阿久悠     | 大塚博堂 | チト河内     |
| 18. | 「風は知らない」(初CD化、大塚たけし時代の曲) | 山口あかり | 平尾昌晃 | 竜崎孝路     |
| 19. | 「僕のママ」(未発表曲)                       | 藤公之介   | 大塚博堂 |              |